# Martynas Andriuškevičius
Martynas Andriuskevicius (Kaunas, 12 de març de 1986) és un exjugador de bàsquet lituà. Del 2007 al 2011 va jugar al CB Lucentum Alacant de l'ACB.